# Glostrup Cricket Club
Glostrup Cricket Club (GCC) er en dansk cricketklub, som blev grundlagt den 2. april 1959, og som blev optaget i Dansk Cricket Forbund den 1. januar 1960. Klubben holder til i Solvangsparken i Glostrup.
I 1977 rykkede Glostrup Cricket Club op i 1. division, og i perioden 1982-2007 vandt klubben 12 sølv- og 4 bronzemedaljer i DM i cricket og endte alle årene blandt de fem bedste hold. I 2008 blev "forbandelsen" brudt, og Glostrup CC sikrede sig sit første danmarksmesterskab med en sejr over Skanderborg Cricket i omkampen om DM-guldet efter at de to hold havde stået lige på point ved turneringens afslutning.
Klubben genvandt DM i 2011 sæsonen, hvor holdet spillede en sublim sæson, og afgjorde mesterskabet med 3 spillerunder til gode. Med tilgang af Scott O'brien, Bashir Shah og ledt af Aftab Ahmed som ny anfører, fik klubben hentet sit andet DM i historien.
| Sport | Spire Denne artikel om sport er en spire som bør udbygges. Du er velkommen til at hjælpe Wikipedia ved at udvide den. |